# North End (London Underground)

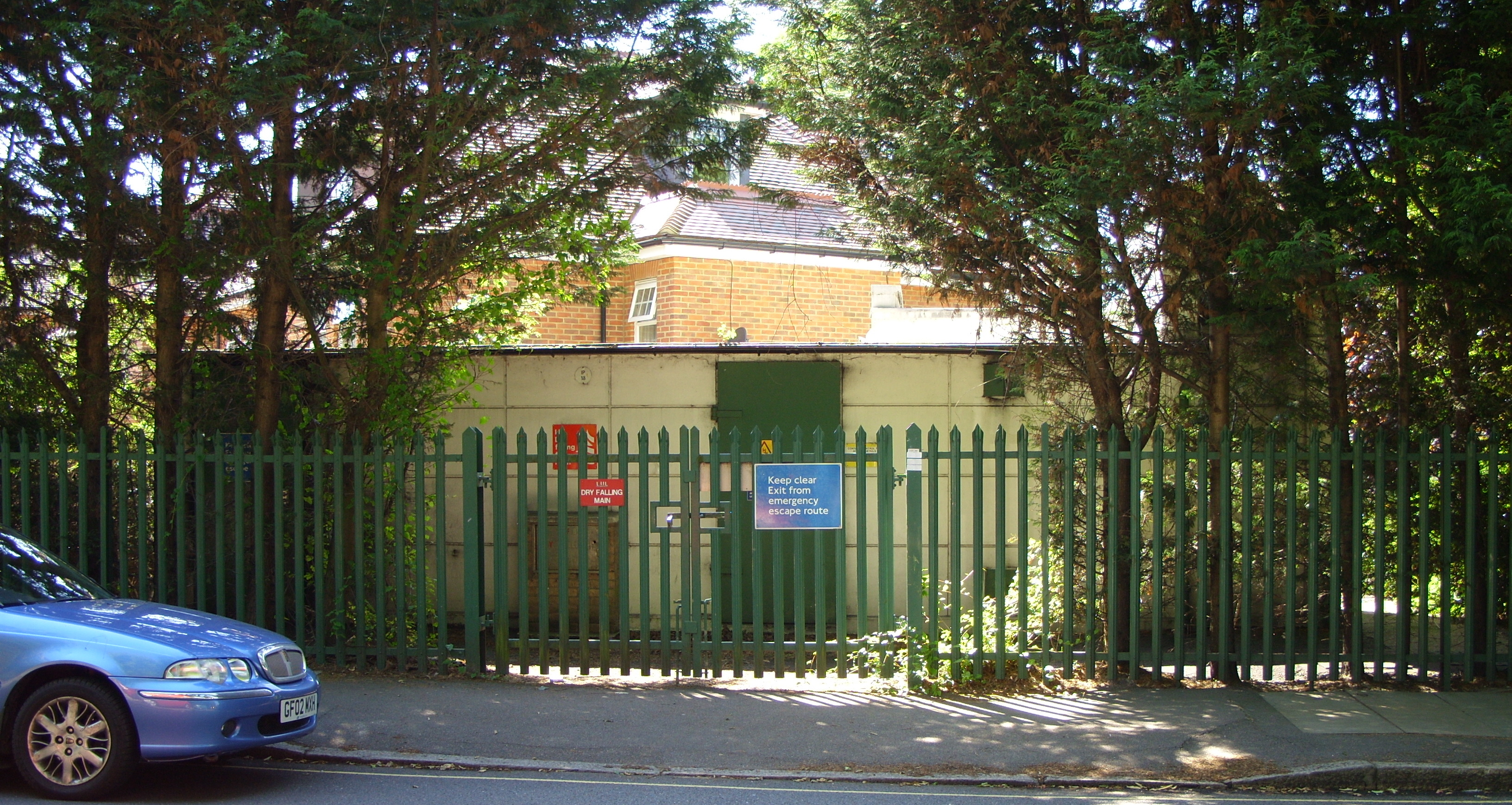
Der am Standort der geplanten Station erbaute Notausstieg

North End ist eine nie eröffnete Station der London Underground. Sie befindet sich am Edgware-Zweig der Northern Line zwischen Hampstead und Golders Green.
Der Streckenabschnitt, an dem die Station liegt, wurde am 22. Juni 1907 durch die Charing Cross, Euston and Hampstead Railway in Betrieb genommen. Ursprünglich war die Station als tiefste des gesamten Netzes in 67,3 Metern Tiefe geplant. In den Planungen hieß sie immer North End, wurde wegen eines Pubs in der Nähe des geplanten Zugangsgebäudes von den Arbeitern allerdings immer als Bull & Bush bezeichnet. Aufgrund von Planungsproblemen des Zugangsgebäudes an der Oberfläche und der nicht allzu hohen Bevölkerungsdichte in der näheren Umgebung verzichtete man auf einen Ausbau. Die Bahnsteige und die Zugangstunnel waren zwar bis Ende 1906 fertiggestellt, doch der Aufzugschacht und das Stationsgebäude wurden nie gebaut.
In den 1950er Jahren bohrte man einen Schacht hinunter zu den unterirdischen Zugangstunneln, um dort das Kontrollzentrum für die zu Beginn des Zweiten Weltkriegs errichteten Flutmauern der Londoner U-Bahn einzurichten. Der Zugang an der Oberfläche war als unscheinbares Umspannwerk getarnt. Heute dient dieses Gebäude als Notausstieg.